# 大梅多斯 (新澤西州)
大梅多斯（英語：Great Meadows）是位於美國新澤西州沃倫縣的普查規定居民點。

## 人口
根據2020年美國人口普查的數據，大梅多斯的面積為4.00平方千米，當中陸地面積為3.96平方千米，而水域面積為0.04平方千米。當地共有人口173人，而人口密度為每平方千米43.25人。